# Wappen St. Lucias

Wappen St. Lucias

Das Wappen des karibischen Inselstaats St. Lucia wurde 1967 von Sydney Bagshaw entworfen, im selben Jahr durch die autonome Regierung der Insel angenommen und 1979 nach der Erlangung der Unabhängigkeit durch das Staatsoberhaupt, Königin Elisabeth II., offiziell verliehen.
Blasonierung des Staatswappens: „In Blau ein goldenes Zuckerrohrkreuz, belegt mit einem goldenen dreibeinigen Hocker, bewinkelt in eins und vier von einer silbernen, mit einer roten, grün bespitzten und golden bebutzten Rose belegte Rose und in zwei und drei von einer goldenen Lilie. Auf dem golden-blau bewulsteten, rechts goldenen und links silbernen Helm mit blau-goldenen Decken ein wachsender natürlicher Unterarm, in dessen Faust eine goldene, gold-rotgesäumt brennende Fackel vor zwei gekreuzten, abgewinkelten, grünen Bambusblättern, gehalten von zwei auffliegenden Saint-Lucia-Amazonen in natürlichen Farben mit Bambusblatt im Schnabel, unterlegt mit einem gold-roten Spruchband, darin in schwarzen Majuskeln das Staatsmotto THE LAND, THE PEOPLE, THE LIGHT (DAS LAND, DAS VOLK, DAS LICHT)“
Wappenerklärung: Das Wappen vereint Symbole der französischen (Lilie) und britischen (Rose) Herrschaft über die Insel. Der Hocker steht für den afrikanischen Ursprung der Bevölkerung, die Saint-Lucia-Amazone ist der nationale Vogel, der Bambus einer der nationalen Bäume, und die Fackel symbolisiert als Leuchtfeuer den Weg des Fortschritts. Zudem ist die Rose auch die Nationalblume der Insel.